# Aceite de mostaza

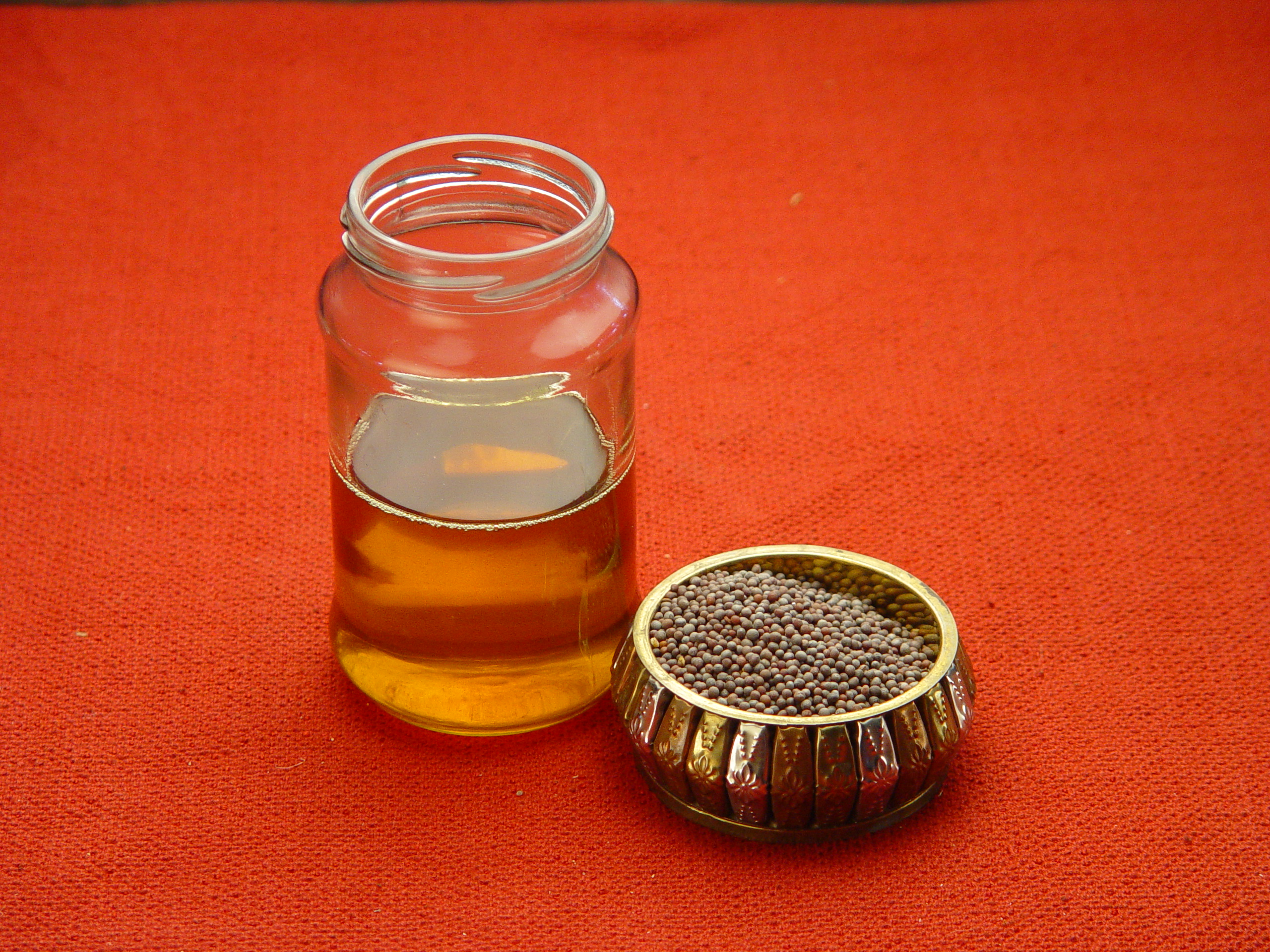
Aceite de mostaza

El aceite de mostaza es el aceite vegetal que proviene del prensado en seco de las semillas de la mostaza (Brassica nigra). Se emplea frecuentemente en la cocina india como aceite para freír alimentos. El sabor de este aceite es picante y produce una ligera quemazón en el paladar.

## Usos
En el norte de la India este aceite es empleado como aceite de ungir en los masajes (véase Āyur Veda). En la industria de elaboración de pegamentos es agregado como aditivo en cantidades adecuadas para proporcionar un olor desagradable y ayudar a evitar así el empleo del pegamento como droga inhalada. 
Debido a la prohibición de su uso como alimento en la Unión Europea, Estados Unidos y Canadá, el aceite que se puede adquirir en estos países lleva la indicación "Solo para uso externo". Sin embargo se vende en tiendas especializadas en alimentos de India y Pakistán.
- Datos: Q910958
- Multimedia: Mustard oil / Q910958